# New World Order (professioneel worstelen)
De New World Order (algemeen bekend als de nWo of n.W.o.) was een professioneel worstelstable dat vooral bekend was van World Championship Wrestling (WCW) en World Wrestling Federation/Entertainment (WWF/E).
In 2010 keerde de groep tijdelijk terug in Total Nonstop Action Wrestling als The Band, omdat de WWE rechten had op alle WCW-handelsmerken.

## Geschiedenis
De groep ontstond in WCW met de gimmick van niet gesanctioneerde worstelaars die gericht waren om de controle van WCW over te nemen. De groep verkleedde zich meestal als een straatbende en de leden waren meestal afkomstig van de WWF (nu bekend als WWE) die het bedrijf verlieten om voor de WCW te worstelen. Voormalig WWF-supersterren Hulk Hogan, Kevin Nash en Scott Hall waren de eerste drie officiële leden van nWo, dat op 7 juli 1996 officieel werd opgericht.
In de volgende twee jaren kreeg de groep extra bekende (niet-)worstelaars zoals Ted DiBiase, The Giant (nu bekend als Big Show), Syxx, Eric Bischoff, Dennis Rodman, Konnan, Rick Rude, enzovoort. Uiteindelijk werd de groep in april 1998 ontbonden.
Al snel (eind april 1998) richtte Hulk Hogan de nWo Hollywood (ook bekend als nWo Black and White) waar hij de leider werd, de overige leden waren Scott Hall, The Giant en Bret Hart. Hogan was leider tot zijn pensionering, in november 1998. Tussendoor begon de groep een vete met nWo Wolfpac (ook bekend als nWo Black and Red), dat geleid werd door Kevin Nash, de overige leden waren Konnan, Lex Luger en Sting, Curt Hennig. Op 4 januari 1999 werden de twee rivaliserende groepen samengesmolten tot de nWo "Elite". In april 1994 werd de groep ontbonden en sommige leden zoals The Giant en Curt Hennig werden uit de groep gezet.
Al snel werd er een nieuwe groep gevormd, de nWo "Black and White", om een vete aan te gaan tegen nWo "Elite". De leden van nWo "Black and White" waren Stevie Ray (leider), Scott Norton, Brian Adams, Horace Hogan en Vincent. Uiteindelijk werd de groep ontbonden in juli 1999.
Na het faillissement van WCW, besloot de WWE om nWo te doen herleven door Hollywood Hogan (leider), Kevin Nash en Scott Hall aan te werven, in 2002. Al snel was Hogan geen lid meer van de groep, X-Pac en The Big Show sloten zich nu aan bij de groep waarbij Nash de nieuwe leider werd. Nadat het contract van Hall verlopen was werd groep versterkt door Booker T en Shawn Michaels aan te werven. Uiteindelijk werd deze groep op 15 juli 2002 ontbonden.

## Leden

### New World Order (nWo)
De New World Order (nWo) werd opgericht op 7 juli 1996 en werd ontbonden in april 1998
| - Hollywood Hogan - Kevin Nash - Scott Hall - Ted DiBiase sr. - The Giant (The Big Show) - Vincent - Syxx (X-Pac) - Buff Bagwell | - Miss Elizabeth - nWo "Sting" - Curt Hennig - Konnan - Nick Patrick - Dennis Rodman - V.K.Wallstreet - Big Bubba Rogers | - Rick Rude - Randy Savage - Scott Steiner - Scott Norton - Alejandro Villalta (Hielp nWo) - Brian Adams - The Disciple - Kyle Petty (reed de nWo-racewagen) |

### nWo Japan
De nWo Japan was een groep worstelaars die actief waren in de Japanse worstelorganisatie, New Japan pro Wrestling (NJPW), dat van 1997 tot en met 2000 samenwerkte met de WCW.
| - The Great Muta - Masahiro Chono - Hiroyoshi Tenzan - Satoshi Kojima - Hiro Saito | - AKIRA - Tatsutoshi Goto - Michiyoshi Ohara - Big Bubba - Scott Norton | - Michael Wallstreet - Louie Spicolli - Big Titan |

### nWo Hollywood
De nWo Hollywood werd in april 1998 opgericht en op 4 januari 1999 ontbonden.
| - Hollywood Hogan - The Giant - Eric Bischoff - Vincent - Scott Norton - Buff Bagwell | - Miss Elizabeth - Dennis Rodman - Scott Steiner - Brian Adams - Dusty Rhodes - The Disciple | - Stevie Ray - Horace Hogan - Scott Hall - Curt Hennig - Rick Rude - Bret Hart |

### nWo Wolfpack
De nWo Wolfpack werd opgericht op 4 mei 1998 en ontbonden op 4 januari 1999.
| - Kevin Nash - Scott Hall - Randy Savage - Sting - Lex Luger - Konnan |

### nWo "Elite"
De nWo "Elite" of "nWo Reunion" werd opgericht op 4 januari 1999 en ontbonden in april 1999.
| - Hollywood Hogan - Kevin Nash - Scott Hall - Buff Bagwell | - Scott Steiner - Lex Luger - Miss Elizabeth - Eric Bischoff | - Disco Inferno - David Flair |

### nWo "B-Team"
De nWo "B-Team" of nWo "Black & White" werd opgericht op 7 januari 1999 en in juli 1999 ontbonden.
- Scott Norton
- Stevie Ray
- Vincent
- Horace Hogan
- Brian Adams

### nWo 2000
De nWo 2000 of nWo Silver werd opgericht op 20 december 1999 en ontbonden op 29 maart 2000.
- Kevin Nash
- Scott Hall
- Bret Hart
- Jeff Jarrett
- Scott Steiner
- Ron Harris
- Don Harris

### nWo (WWE)
1ste incarnatie
- Hulk Hogan (leider) - uit de groep gezet
- Kevin Nash
- Scott Hall
- Vince McMahon - werd door nWo aangeworven als hun trainer voor hun wedstrijden tegen The Rock en Stone Cold Steve Austin op WrestleMania X8.

2de incarnatie
- Kevin Nash (leider)
- Scott Hall - verliet de groep omdat zijn contract met de WWE afliep
- X-Pac - verving Hulk Hogan

3de incarnatie
- Kevin Nash (leider)
- X-Pac
- Big Show
- Booker T

4de incarnatie
- Kevin Nash (leider)
- X-Pac
- Big Show
- Shawn Michaels (coleider)
- Ric Flair

## Prestaties
- Total Nonstop Action Wrestling
  - TNA World Tag Team Championship (1 keer) – Eric Young, Kevin Nash & Scott Hall
- World Championship Wrestling
  - WCW Cruiserweight Championship (1 keer) – Syxx
  - WCW United States Heavyweight Championship (8 keer) – Curt Hennig (1), Bret Hart (3), Lex Luger (1), Scott Hall (1), Scott Steiner (1) & Jeff Jarrett (1)
  - WCW World Heavyweight Championship (8 keer) – Hulk Hogan (5), Randy Savage (1), Kevin Nash (1) & Bret Hart (1)
  - WCW World Tag Team Championship (10 keer) – Kevin Nash & Scott Hall (5), Sting & The Giant (1), Sting & Kevin Nash (1), Scott Hall & The Giant (1) Ron & Don Harris (2)
  - WCW World Television Championship (3 keer) – Konnan (1) Scott Steiner (1) & Scott Hall (1)
  - WCW World War 3 (3 keer)
    - The Giant (1996)
    - Scott Hall (1997)
    - Kevin Nash (1998)
- Wrestling Observer Newsletter awards
  - Best gimmick (1996)
  - Feud of the Year (1996) vs. World Championship Wrestling